# Словачка на Европском првенству у атлетици у дворани 2017.
Словачка је учествовала на 34. Европском првенству у дворани 2017 одржаном у Београду, Србија, од 3. до 5. марта. Ово је било једанаесто европско првенство у дворани од 1994. године од када Словачка учествује самостално под овим именом. Није учествовала 1996. године. Репрезентацију Словачке представљала су 15 такмичара (8 мушкараца и 7 жена) који су се такмичили у 13 дисциплина (6 мушких и 7 женских).
Два пута је обаран национални рекорд на 60 м за мушкарце и оборен је национални рекорд у петобоју за жене. Постигнута су 9 лична рекорда.
На овом првенству Словачка је делила 18. место по броју освојених медаља са 1 сребрном медаљом. У табели успешности према броју и пласману такмичара који су учествовали у финалним такмичењима (првих 8 такмичара) Словачка је са 2 учесника у финалу делила 22 место са 11 бодова.
| Пл.  | Земља    | 1. место | 2. место | 3. место | 4. место | 5. место | 6. место | 7. место | 8. место | Бр. фин. Бод. |
| ---- | -------- | -------- | -------- | -------- | -------- | -------- | -------- | -------- | -------- | ------------- |
| =22. | Словачка | –        | 1 – 7    | –        | -        | 1 – 4    | –        | –        | –        | 2 - 11        |

## Учесници
| Мушкарци: - Јан Волко — 60 м - Денис Данац — 400 м - Јожеф Репчик — 800 м - Матуш Талан — 800 м - Матуш Бубеник — Скок увис - Лукаш Бер — Скок увис - Томаш Весзелка — Троскок - Матуш Олеј — Бацање кугле | Жене: - Александра Безекова — 60 м - Ивета Путалова — 400 м - Александра Штукова — 800 м - Станислава Лајчакова — 60 м препоне - Јана Велдјакова — Скок удаљ - Дана Велдјакова — Троскок - Луција Сланичкова — Петобој |  |

## Освајачи медаља (1)

### Сребро (1)
- Јан Волко — 60 м

## Резултати

### Мушкарци
| Атлетичар      | Дисциплина   | Лични рекорд | Квалификације | Квалификације | Полуфинале            | Полуфинале            | Финале                | Финале       | Детаљи |
| Атлетичар      | Дисциплина   | Лични рекорд | Резултат      | Место         | Резултат              | Место                 | Резултат              | Место        | Детаљи |
| -------------- | ------------ | ------------ | ------------- | ------------- | --------------------- | --------------------- | --------------------- | ------------ | ------ |
| Јан Волко      | 60 м         | 6,67         | 6,68 КВ       | 2. у гр. 2    | 6,62 КВ, НР, ЛР       | 2. у гр. 2            | 6,58 НР, ЛР           |              |        |
| Денис Данац    | 400 м        | 47,77        | 48,02         | 6. у гр. 1    | Нису се квалификовали | Нису се квалификовали | Нису се квалификовали | 19 / 24 (28) |        |
| Јосеф Репчик   | 800 м        | 1:47,06 НР   | 1:52,62       | 6. у гр. 2    | Нису се квалификовали | Нису се квалификовали | Нису се квалификовали | 22 / 24      |        |
| Матуш Талан    | 800 м        | 1:48,73      | 1:57,83       | 6. у гр. 3    | Нису се квалификовали | Нису се квалификовали | Нису се квалификовали | 24 / 24      |        |
| Матуш Бубеник  | Скок увис    | 2,31         | 2,28 КВ, ЛРС  | 5.            |                       |                       | 2,27                  | 5 / 20       |        |
| Лукаш Бер      | Скок увис    | 2,28         | 2,21          | 11.           | Нису се квалификовали | 11 / 20               |                       |              |        |
| Томаш Весзелка | Троскок      | 16,40        | 16,34         | 13.           | Нису се квалификовали | 13 / 18               |                       |              |        |
| Матуш Олеј     | Бацање кугле | 18,66        | 18,21         | 23.           | Нису се квалификовали | 23 / 23               |                       |              |        |

### Жене
| Атлетичарка          | Дисциплина   | Лични рекорд | Квалификације  | Квалификације | Полуфинале            | Полуфинале            | Финале                | Финале       | Детаљи |
| Атлетичарка          | Дисциплина   | Лични рекорд | Резултат       | Место         | Резултат              | Место                 | Резултат              | Место        | Детаљи |
| -------------------- | ------------ | ------------ | -------------- | ------------- | --------------------- | --------------------- | --------------------- | ------------ | ------ |
| Александра Безекова  | 60 м         | 7,41         | 7,49 ЛРС       | 7. у гр. 4    | Није се квалификовала | Није се квалификовала | Није се квалификовала | 25 / 37 (38) |        |
| Ивета Путалова       | 400 м        | 52,84 НР     | 53,52 КВ       | 3. у гр. 1    | 53,14                 | 4. у гр. 3            | Нису се квалификовале | 9 / 29 (31)  |        |
| Александра Штукова   | 800 м        | 2:06,14      | 2:04,46 кв, ЛР | 3. у гр. 2    | 2:07,47               | 5. у гр. 2            | Нису се квалификовале | 11 / 19      |        |
| Станислава Лајчакова | 60 м препоне | 8,33         | 8,36           | 7. у гр. 3    | Није се квалификовала | Није се квалификовала | Није се квалификовала | 21 / 22 (27) |        |
| Јана Велдјакова      | Скок удаљ    | 6,56         | 6,34 ЛРС       | 12.           |                       |                       | Нису се квалификовале | 12 / 17      |        |
| Дана Велдјакова      | Троскок      | 14,40 НР     | 13,72          | 12.           | 12 / 18               |                       | Нису се квалификовале |              |        |

#### Петобој
| Дисциплина   | Луција Сланичкова | Луција Сланичкова | Луција Сланичкова | Луција Сланичкова | Луција Сланичкова | Луција Сланичкова |
| Дисциплина   | Лич. рек.         | Резултат          | Бод.              | Плас.             | Укупно            | Плас.             |
| ------------ | ----------------- | ----------------- | ----------------- | ----------------- | ----------------- | ----------------- |
| 60 м препоне | 8,71              | 8,60 ЛР           | 995               | 9.                | 995               | 9.                |
| Скок увис    | 1,76              | 1,78 ЛР           | 953               | 10.               | 1.948             | 8.                |
| Бацање кугле | 11,01             | 11,30 ЛР          | 615               | 15                | 2.563             | 13.               |
| Скок удаљ    | 6,34              | 6,35 ЛР           | 959               | 4.                | 3.767             | 8.                |
| 800 м        | 2:17,62           | 2:15,40 ЛР        | 887               | 5.                | 4.409             | 9.                |
| Петобој      |                   |                   |                   |                   | 4.409 НР, ЛР      | 9 / 15            |